# Saison 2 d'Arabesque
Chronologie
Saison 1 Saison 3
Cet article présente le guide des épisodes de la deuxième saison de la série télévisée américaine Arabesque.

## Saison 2 (1985-1986)
Haut de page